# Giovanni Bona
Giovanni Bona, italijanski kardinal in teolog, * 1603, Mondovi, † 27. oktober 1674.
V kardinala ga je leta 1669 povišal papež Klemen IX.; po njegovi smrti je veljal za resnega kandidata za novega papeža. V svojem delu Via Compendii ad Deum (1657) obravnava dotlejšnje krčansko mistično izročilo.